# Leslie Maguire
Leslie Charles "Les" Maguire, född 27 december 1941 i Wallasey, Merseyside, död 25 november 2023 i Aintree, Merseyside, var en brittisk pianist och medlem i gruppen Gerry and the Pacemakers.